# NGC 645
NGC 645 è una galassia a spirale barrata situata nella costellazione dei Pesci, a una distanza di circa 145 milioni di anni luce dalla nostra Via Lattea.

## Scoperta
NGC 645 è stata scoperta il 27 ottobre 1864 dall'astronomo tedesco Albert Marth.

## Descrizione
NGC 645 ha una classe di luminosità II e presenta una larga riga a 21 cm dell'idrogeno neutro.

## Gruppo di NGC 645
NGC 645 è la galassia più grande di un piccolo raggruppamento che porta il suo nome. Il Gruppo di NGC 645 contiene almeno cinque galassie situate nella costellazione dei Pesci. La distanza del centro di massa del gruppo dalla nostra Via Lattea è di circa 139 milioni di anni luce.
Le altre 4 galassie che fanno parte di questo gruppo sono: NGC 632, NGC 638, UGC 1137 e UGC 1172.
Le galassie NGC 632 e NGC 645 sono situate nella stessa regione di cielo a una distanza simile dalla nostra Via Lattea. Potrebbe pertanto trattarsi di una coppia di galassie interagenti.